# Герб Токарєвого
Герб Токарєвого — офіційний символ села Токарєве (Кіровського району АРК), затверджений рішенням Токарєвської сільської ради від 30 жовтня 2008 року.

## Опис герба
У щиті в синьому полі три золоті колоски, внизу обабіч яких по срібній квітці тюльпана.